# فرقه گرایی در لبنان
فرقه‌گرایی، مذهب‌گرایی یا طائفی‌گری در لبنان (عربی: الطائفية‎ یا عربی: المذهبية‎) به سازماندهی رسمی و غیررسمی سیاست و جامعه لبنان در راستای مرزهای مذهبی اشاره دارد. فرقه‌گرایی در لبنان در نهادهای دولتی و غیردولتی رسمی و قانونی شده و در قانون اساسی آن درج شده است. لبنان 18 فرقه مختلف را به رسمیت می شناسد: 67.6٪ از جمعیت مسلمان (31.9٪ سنی ، 31٪ شیعه ، درصد کمی علوی ها و اسماعیلیان ) و 32.4٪ مسیحی (اکثریت مارونی کاتولیک و یونانی ارتدوکس و درصد کمی کاتولیک یونانی, ارمنی ارتدوکس, ارمنی کاتولیک, سریانی ارتدوکس, سریانی کاتولیک ، آشوری ، کاتولیک کلدانی ، قبطی و پروتستان) و 4.52 درصد دروزی‌ها هستند.  پایه‌های فرقه گرایی در لبنان به اواسط قرن نوزدهم در زمان حکومت عثمانی باز می گردد. فرقه‌گرایی متعاقباً با استقلال جمهوری لبنان در سال 1920، قانون اساسی 1926 و در پیمان ملی 1943 تقویت شد. در سال 1990 پس از 15 سال جنگ داخلی و با انعقاد پیمان طائف ، قانون اساسی مورد بازنگری قرار گرفت اما جنبه‌های ساختاری مربوط به فرقه‌گرایی سیاسی چندان تغییر نکرد.  این کشور همچنان تا امروز آمیزه‌ای از جوامع مذهبی و زیرمجموعه‌های بی‌شمار آن‌هاست که دارای نظم سیاسی و قانون اساسی است.
علیرغم ماهیت مذهبی خاستگاه‌های فرقه‌ای، فرقه‌گرایی در لبنان معمولاً یک پروژه سیاسی در نظر گرفته می شود، زیرا نه تنها از سویی بر روابط پیچیده و ناپایدار بین گرایش مذهبی و فرقه‌ای تکیه دارد بلکه از سوی دیگر سیاست، خشونت، تعارض و همزیستی متناسب با خود را بازتولید می‌کند.  در لبنان از رهگذر گفتمان فرقه‌ای است که دین با پیروی از منطق رهبران مذهبی ابه ویژگی تعیین کننده سوژه عمومی و سیاسی تبدیل می‌شود. برخی از محققان و روزنامه‌نگاران فرقه‌گرایی را به عنوان تقسیم‌بندی‌های اجتماعی پیشاپیش موجود در جامعه تعریف می‌کنند و از آن برای توضیح درگیری‌های سیاسی، فرهنگی یا مذهبی بین گروه ها استفاده می‌کنند. ولی گروهی دیگر از محققان فرقه‌گرایی را مجموعه‌ای از کنش‌های جمعی می‌دانند که زندگی روزمره در آن بر پایهٔ هنجارهای جمعی سازماندهی می‌شود و افراد به طور استراتژیک از آن‌ها استفاده می کنند و از آن‌ها فراتر می روند. تعریف دوم، نقش مردم را در تولید و اِعمال فرقه‌گرایی برجسته می‌سازد، به جای اینکه آن را ریشه‌دار در تقسیم‌بندی‌های متعارض و ازپیش‌تعیین‌شدهٔ جوامع بداند.